# Анита Бърг
Анита Бърг (на английски: Anita Burgh) е английска писателка, авторка на произведения в жанровете съвременен и исторически любовен роман и романтичен трилър.

## Биография и творчество
Анита Лорна Бърг е родена на 9 юни 1937 г. в Джилингам, Кент, Англия, в семейството на Фредерик Елдридж и Алис Милнър. По време на Втората световна война семейството се мести в Ланхайдрок в Корнуол. Макар и страдаща от дислексия успява да учи в езикова гимназия. През 1957 г. завършва като медицинска сестра Университетския колеж към болницата в Лондон.
На 29 август 1957 г. се омъжва за Питър Лийт, Лорд Бърг, който е неин състудент. Имат двама сина. Развеждат се през 1982 г. Впоследствие живее с Уилям Джаксън, с когото има дъщеря.
Работила е в поп индустрията и в областта на биохимичните изследвания.
В началото на 80-те години прави малък туристически хотел в Шотландия, който предоставя легло и закуска (B&B). Въпреки ентусиазма им инвестицията не е успешна и те са притиснати от кредиторите. В търсене на изход започва да пише роман за три седмици. Едва след четири години и седем преработки вторият ѝ ръкопис е приет за издаване. През това време семейството губи обожавания си хотел, но тя се запалва и се посвещава на писателската си кариера.
Първият ѝ, силно автобиографичен, роман „Distinctions of Class“ (Отличия от класа) е публикуван през 1987 г. Написва общо 22 романа.
През 2007 г. прекратява писателстата си кариера и се посвещава на преподаване и наставничество на млади и непубликувани писатели.
Анита Бърг живее със семейството си половин година в Англия и половин година във Франция.

## Произведения

### Самостоятелни романи
- Distinctions of Class (1987)
- Love the Bright Foreigner (1988)
- Advances (1992)
- Overtures (1993)
- Avarice (1994)
Алчност, изд.: ИК „Плеяда“, София (1997), прев. Ваня Янчулева
- Lottery (1995)
- Breeders (1996)
- Cult (1997)
- On Call (1998)
На повикване, изд.: ИК „Компас“, София (1999), прев. Адриан Велчев
- The Family (1999)
- Clare's War (2000)
- Exiles (2001)
- The House at Harcourt (2002)
- The Visitor (2003)

### Серия „Дъщери от Гратин Ленд“ (Daughters of a Granite Land)
1. The Azure Bowl (1990)
2. The Golden Butterfly (1990)
3. The Stone Mistress (1991)

### Серия „Приказки от Сарсон Магна“ (Tales from Sarson Magna) – като Ани Лейт
1. Molly's Flashings (1991)
2. Hector's Hobbies (1994)

### Серия „Наследството на Крусуел“ (Cresswell Inheritance)
1. The Broken Gate (2004)
2. The Heart's Citadel (2005)
3. The Breached Wall (2007)